# Hydropsyche auricolor
Hydropsyche auricolor är en nattsländeart som beskrevs av Georg Ulmer 1905. Hydropsyche auricolor ingår i släktet Hydropsyche och familjen ryssjenattsländor. Inga underarter finns listade i Catalogue of Life.